# Инаугурация Уильяма Мак-Кинли (1897)
Первая инаугурация Уильяма Мак-Кинли в качестве 25-го Президента США состоялась 4 марта 1897 года. Одновременно к присяге был приведён Гаррет Хобарт как 24-й вице-президент США. Председатель Верховного суда США Мелвилл Фуллер проводил президентскую присягу, а присягу вице-президента принимал уходящий вице-президент Эдлай Стивенсон. 
Это была первая инаугурация, записанная на киноплёнку, и последняя президентская инаугурация, состоявшаяся в XIX веке.
Гаррет Хобарт умер через 2 года после начала исполнения обязанностей вице-президента, и должность оставалась вакантной, поскольку не было конституционного положения, которое позволяло бы занимать должность вице-президента; это впоследствии стало регулироваться Двадцать пятой поправкой, вступившей в силу в 1967 году.

## Инаугурационная речь
В своей инаугурационной речи Мак-Кинли затронул тему экономики, пообещав внести изменения в финансовые законы страны, заявляя, что вопрос о валюте придётся отложить до принятия тарифного законодательства; предостерегал от иностранных интервенций: «Мы не хотим захватнических войн. Мы должны избегать искушения территориальной агрессии». Были отмечены законы о натурализации и иммиграции и тема единения.

## Галерея

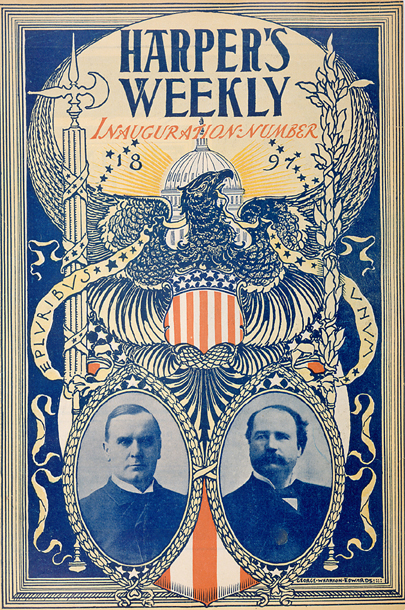
Инаугурационная брошюра
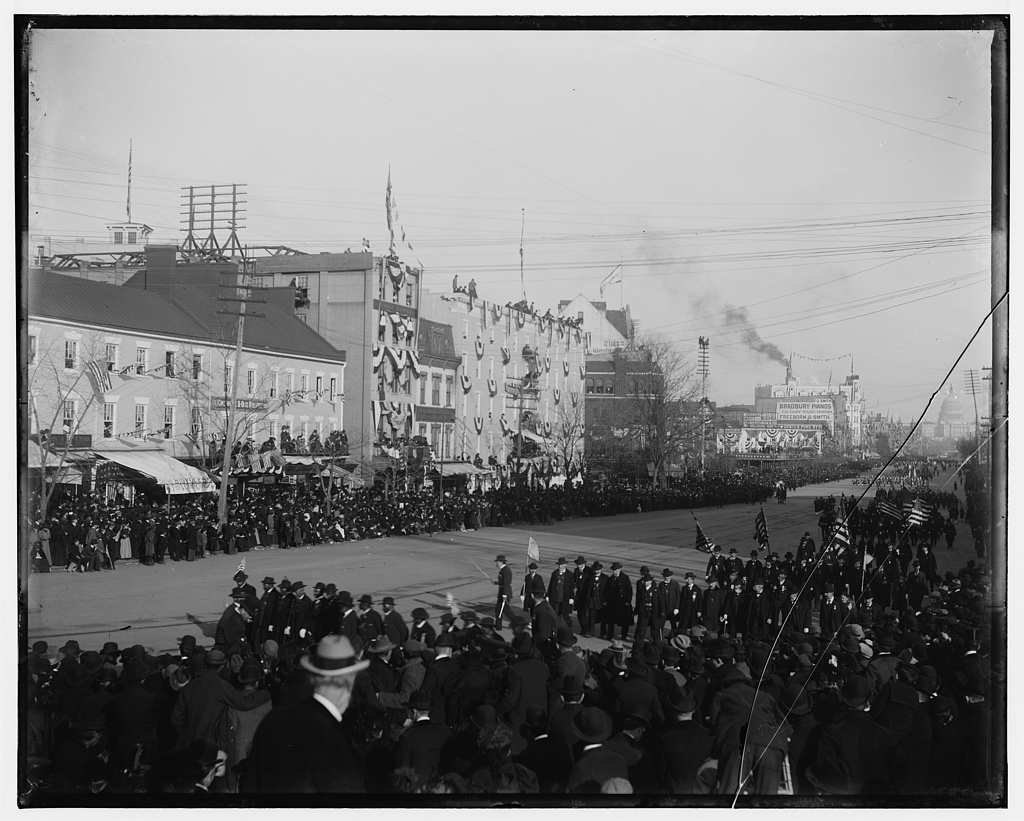
Инаугурационный парад
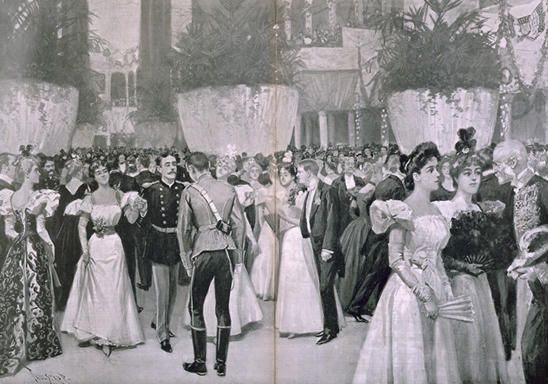
Инаугурационный бал